# Hylaeus indistinctus
Hylaeus indistinctus is een vliesvleugelig insect uit de familie Colletidae. De wetenschappelijke naam van de soort is voor het eerst geldig gepubliceerd in 1890 door Morawitz.